# Lucía Puenzo

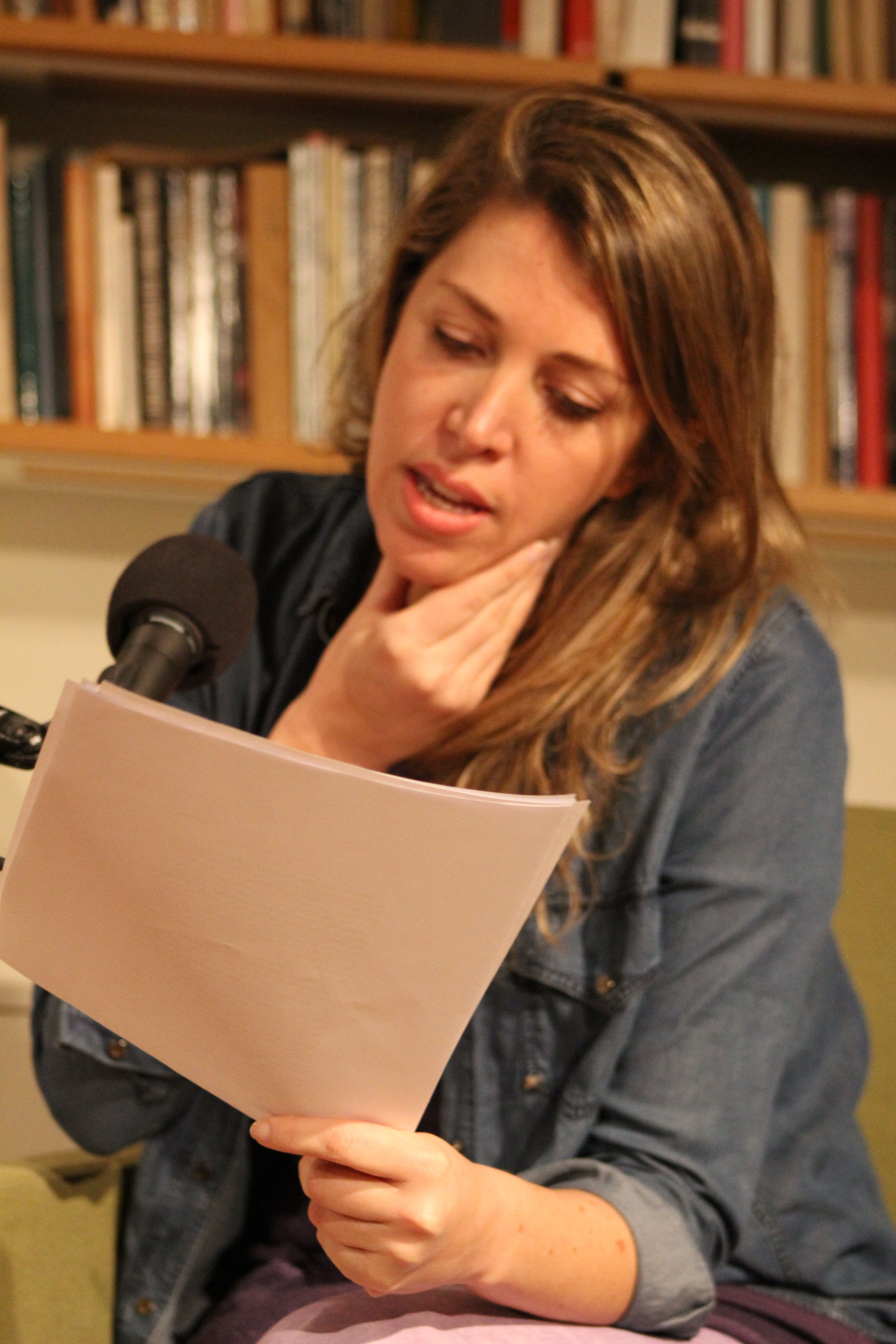
Puenzo im Jahr 2013

Lucía Puenzo (* 28. November 1976 in Buenos Aires) ist eine argentinische Autorin und Regisseurin. Sie ist die Tochter von Luis Puenzo.
Ihr Debüt als Drehbuchautorin gab sie 2001 mit dem Dokumentarfilm (H) Historias cotidianas. Anschließend war sie vor allem für das Fernsehen tätig und verfasste Drehbücher für verschiedene Fernsehserien, wie etwa Final Minute. Im Jahre 2007 gab sie ihr Debüt als Regisseurin mit dem Filmdrama XXY. Für diesen wurde sie unter anderem 2008 mit dem Goya in der Kategorie Bester ausländischer Film in spanischer Sprache ausgezeichnet.

## Arbeiten
Novellen und Romane
- El niño pez. (2004)
  - Das Fischkind. dt. von Rike Bolte. Verlag Klaus Wagenbach, Berlin 2009, ISBN 978-3-8031-3220-8.
- Nueve minutos. 2005.
- La maldición de Jacinta Pichimahuida. 2007.
  - Der Fluch der Jacinta Pichimahuida. Verlag Klaus Wagenbach, Berlin 2010, ISBN 978-3-8031-2641-2.
- La furia de la langosta. 2009.
- Wakolda. Editores EMECÉ, Grupo Planeta Argentina, Buenos Aires, Argentinien 2011, ISBN 978-950-04-3330-3.
  - Wakolda. Roman. dt. von Rike Bolte. Verlag Klaus Wagenbach, Berlin 2012, ISBN 978-3-8031-3246-8.

Drehbücher
- La puta y la ballena. (2004, Regie: Luis Puenzo)

Regie
- XXY (2007)
- Das Fischkind (El niño pez, 2009)
- The German Doctor (Wakolda, 2013)